# Gesundheitspsychologie
Die Gesundheitspsychologie ist ein Teilgebiet der Psychologie und beschäftigt sich thematisch mit der Erhaltung der Gesundheit, mit der Erforschung und Entwicklung gesundheitsfördernder Maßnahmen, dem Gesundheitsverhalten und der Prävention, z. B. auch im Suchtbereich.
Allgemein geht es um die Erforschung von personenbezogenen, sozialen und strukturellen Einflussfaktoren auf die körperliche und psychische Gesundheit. Hierbei werden vor allem Theorien und Methoden der Sozialpsychologie verwendet. Daneben umfasst Gesundheitspsychologie auch die Anwendung dieser Erkenntnisse, vor allem durch Psychologen.
Die Gesundheitspsychologie versteht sich als Vermittlungsdisziplin zwischen der Pädagogischen Psychologie, der Klinischen Psychologie und der Verhaltensmedizin.

## Entstehung der Gesundheitspsychologie
Die Entstehung der Gesundheitspsychologie als eigenständige Disziplin der Psychologie geht vor allem auf folgende Faktoren zurück:
- Der Gesundheitsbegriff hat sich verändert: Gesundheit wird laut WHO nicht mehr nur als das Fehlen von Krankheit verstanden, sondern als Zustand des vollständigen physischen, mentalen und sozialen Wohlergehens.[2]
- Früher herrschten Infektionskrankheiten vor, heute chronisch-degenerative Erkrankungen, die in Entstehung und Verlauf mit Risikoverhaltensweisen und Lebensbedingungen zusammenhängen.[3]
- Ablösung des biomedizinischen Krankheitsmodells durch ein bio-psycho-soziales Modell.
- die drastisch angestiegenen Kosten im Gesundheitswesen.

Seit 1992 existiert eine eigene Fachgruppe Gesundheitspsychologie in der Deutschen Gesellschaft für Psychologie. 1993 wurde die erste Zeitschrift für Gesundheitspsychologie veröffentlicht.

## Themen der Gesundheitspsychologie
Die folgenden Themen (hier eine Auswahl) werden zum Teil auch in anderen Fächern (z. B. Medizin, Soziologie) behandelt. Die Gesundheitspsychologie erforscht jedoch die psychologischen Aspekte dieser Themen und nähert sich ihnen mit Methoden, Modellen und Theorien der Psychologie. Dazu gehören unter anderem:
- Gesundheitsförderung[6][5]
- Prävention[6][5]
- Psychologische Aspekte von Gesundheitsverhalten, z. B. hinsichtlich Ernährung, Rauchen, Alkohol- und Drogenkonsum, Sport und Freizeit[6][5]
- Stressbewältigung[6][5]
- gesundheitspsychologische Diagnostik zur Erfassung des Gesundheitsverhaltens sowie persönlicher und psychosozialer Ressourcen und Stärken[5]

## Forschungsgebiete
Die Forschung der Gesundheitspsychologie lässt sich in drei Schwerpunkte gliedern:
- Die ätiologische Forschung untersucht psychische und soziale Faktoren, die an der Entstehung spezifischer Krankheiten beteiligt sind. Dabei wird unter anderem die Bedeutung von Stress sowie von Risiko- und Gesundheitsverhalten als auch die Rolle gesundheitsbezogener Kognitionen für die Entstehung von Erkrankungen eingeschätzt.
- Die Forschung zur Krankheitsbewältigung befasst sich mit Menschen, die an einer schweren oder chronischen Krankheit leiden. Dabei werden ihre Bewältigungsstrategien, kognitiven Einschätzungen und soziale Einbindung beobachtet.
- Gesundheitspsychologische Forschung beschäftigt sich schließlich auch mit den psychosozialen Prozessen während der Therapie. Dabei werden unter anderem das Krankheitsverhalten und die Mitarbeit der behandelten Patienten, die soziale Beziehung und Kommunikation zwischen Patienten und Ärzten sowie die psychologische Vor- und Nachbereitung von Behandlungen untersucht.[7]

## Ausbildung
Gesundheitspsychologie versteht sich als ein Anwendungsfach im Rahmen des Psychologiestudiums. Curricular ist das Fach jedoch in den wenigsten Universitäten oder Hochschulen fest verankert. Zumeist werden nur einzelne Seminare oder Vorlesungen im Rahmen des Bachelor- oder Masterstudiums angeboten. Seit 2010 bietet die SRH Hochschule Heidelberg an der Fakultät für Angewandte Psychologie einen entsprechenden Studiengang an. Zudem existiert die Möglichkeit, einen Bachelor- und Masterabschluss im Fach Gesundheitspsychologie über ein Fernstudium an der SRH Fernhochschule zu erwerben.
In Österreich ist Gesundheitspsychologin bzw. Gesundheitspsychologe ein eigenes Berufsbild und das Curriculum als postgraduale Fachausbildung gesetzlich festgelegt (Psychologengesetz). Als Ausbildungsstätten dienen sowohl Hochschulen als auch private Ausbildungseinrichtungen.